# Jean-Baptiste Orpustan
Jean-Baptiste Orpustan, né le 3 octobre 1934 à Ossès (Pyrénées-Atlantiques), est un professeur honoraire des universités (Michel de Montaigne Bordeaux III), spécialiste en lexicographie, linguistique historique, littérature, onomastique, littérature basque et traduction en basque.

## Biographie
Professeur honoraire de l'Université Bordeaux III-Montaigne. Membre de l'Académie Basque. En 1990, il est directeur de l'unité de recherche associée (URA) 1055, puis de l'unité mixte de recherche (UMR) 5478 du CNRS.
Il est le cofondateur, avec Pierre Bidart (professeur et anthropologue), des éditions Izpegi, à Saint-Étienne-de-Baïgorry. Il est également à l'origine de la revue Lapurdum, publiée par le centre de recherches IKER (Centre de recherche sur la langue et les textes basques) avec le concours de la faculté pluridisciplinaire de Bayonne.

## Travaux et publications
- Toponymie Basque : noms des pays, communes, hameaux et quartiers historiques de Labourd, Basse-Navarre et Soule, Bordeaux, Presses Universitaires de Bordeaux, coll. « Centre d'études linguistiques et littéraires basques », 1997, 194 p. (ISBN 2-86781-095-7 et 9782867810954)
- La Révolution française dans l'histoire et la littérature basques du XIXe siècle (actes du colloque international tenu à la faculté pluridisciplinaire de Bayonne les 28 et 29 juin 1993), Saint-Étienne-de-Baïgorri - Izpegi, 1994,
- Dictionnaire toponymique des communes, Pau - Cairn Institut occitan, 2005,
- Nouvelle toponymie basque : noms des pays, vallées, communes et hameaux, Pessac, Presses Universitaires de Bordeaux, coll. « Centre d'études linguistiques et littéraires basques », 2006, 246 p. (ISBN 2-86781-396-4 et 9782867813962, lire en ligne),
- 1789 et les Basques, URA 1055 du CNRS, 1991, 255 pages,
- La langue basque au Moyen Âge : IXe – XVe siècles, 1999, 356 pages,
- La langue basque parmi les autres :, URA 1055 du CNRS. Colloque international, 1994, 187 pages,
- Précis d'histoire littéraire basque, 1545-1950 : cinq siècles de littérature en euskara, 1996, 298 pages,
- Les noms des maisons médiévales en Labourd, Basse-Navarre et Soule, Éditions Izpegi, 2000, 496 pages.